# Marc Barrow
 (février 2024).
Si vous disposez d'ouvrages ou d'articles de référence ou si vous connaissez des sites web de qualité traitant du thème abordé ici, merci de compléter l'article en donnant les références utiles à sa vérifiabilité et en les liant à la section « Notes et références ».
Pour les articles homonymes, voir Barrow.
Marc Barrow, né le 7 mai 1965, est un acteur pornographique français.

## Biographie
Moniteur de ski et professeur de musculation, Marc Barrow devient acteur pornographique à 30 ans. Sa compagne, Dolly Golden, entre elle aussi dans le X. Sa carrière durera 9 ans, de 1995 à 2004, travaillant un peu partout en Europe ainsi qu'aux États-Unis.
Il remporte durant sa carrière trois Hot d'or à Cannes.
Il apparait dans le film France Boutique de Tonie Marshall.
Il joue le rôle principal de « Phallus, la bête rectale »  dans le court métrage de Gaspar Noé Sodomites (1998).
Il réalise deux films, Dolly poupée anale et Déchire-moi.

## Filmographie partielle
- Cabaret sodom club
- Les tontons tringleurs
- Croupe du monde 98
- Désir Fatal
- La fête à Gigi
- Hotdorix
- la course au sexe
- A feu et a sexe sur la Riviera
- Max, portrait d'un serial-niqueur
- Baise-moi
- Orgie en noir
- Les 12 coups de minuit
- Belles comme la vie
- Profession infirmières de Nuit
- Dolly poupée anale
- Allumeuses
- Vacances à la grecque
- Sex psychos
- Angel's quest
- Les malicieuses
- La mante religieuse
- Il portiere di gnocche
- La dresseuse
- Sexual suspects
- La jouisseuse
- Vendeuse en prêt-à-niquer
- Sexe tentation
- Reves de jeunes filles
- XXX files
- Anus beauté,anal institut
- Le projet blair beach
- Le parfum du désir
- Sex me
- Pervenches ou les risques du métier
- Sexe tentation
- Hot sex on the riviera
- Ass to mouth 1

## Récompenses et distinctions
- 1999 : Hot d'or du meilleur acteur dans un second rôle pour Croupe du monde 98
- 2000 : Hot d'or du meilleur acteur dans un second rôle pour Hotdorix
- 2001 : Hot d'or du meilleur acteur dans un second rôle pour Profession gros cul
- 2007 : Haward Européen - Haward d'honneur